# Бошкович, Байо
Байо Бошкович (серб. Бајо Бошковић; 1835, Орья Лука вблизи Даниловграда — 1876, Орья Лука) — черногорский сенатор, полковник. Родился в брданском племени Белопавловичи, Черногория.
Он был одним из заговорщиков против князя Данилы в 1853 году и принимал участие в вооружённом восстании в 1854 году в Белопавловичах. Мятеж был устранён. После сглаживания отношений с Данилой был назначен командующим Белопавловичей и руководил ими в войне с Омером-пашой в 1862 году. Успешно вёл борьбу в Мартиничах, Орье Луке, Комани и в Загарачах в 1871 году и был назначен первым начальником района в Морачах.
Он был членом Сената в Цетинье, участвовал в Боснийском восстании 1875 года вместе с герцогом Пеко Павловичем. Он вёл переговоры с австрийским фельдмаршалом Родичем в Суторине.
Прославился в битве под Вучег До, после чего он стал членом Военного совета князя Николы. За свою военную службу был награждён русскими и черногорскими подарками и орденами, а также его прославили в Белоравловичах.
Один из лучших специалистов народного права в Черногории.
Его единственный сын Блажо Бошкович.